# Ivan Stevanović
Ivan Stevanović (Čačak, Serbia, 24 de junio de 1983), exfutbolista serbio. Jugaba de defensa y su último equipo fue el Partizan de Belgrado de la Superliga de Serbia.

## Selección nacional
Ha sido internacional con la Selección de fútbol de Serbia, jugando 1 partido internacional.

## Clubes
| Club                 | País   | Año       |
| -------------------- | ------ | --------- |
| FK Borac Čačak       | Serbia | 2003-2006 |
| OFK Belgrado         | Serbia | 2006-2008 |
| Partizan de Belgrado | Serbia | 2008-2009 |
| FC Sochaux           | Serbia | 2009-2010 |
| Partizan de Belgrado | Serbia | 2010-2011 |